# Touched by the Hand of God
Touched by the Hand of God foi um single lançado pela banda New Order em dezembro de 1987. A música é usada na trilha sonora do filme Salvation! e a versão lançada como single foi remixada por Arthur Baker. O vídeo musical foi dirigido por Kathryn Bigelow, e faz uma paródia das bandas de glam metal dos anos 80. A banda claramente usa playback ao cantar, vestindo muitas roupas de couro que era a moda na época.